# Harry Maslin
Harry Maslin es un productor musical e ingeniero de sonido estadounidense. A mediados de la década de 1970 fue el ingeniero de sonido en los exitosos sencillos No. 1 de Barry Manilow ("Mandy") y de Dionne Warwick & The Spinners ("Then Came You"). De sus credenciales como productor destacan "Fame" de David Bowie (No. 1 en los Estados Unidos) en 1975 y siete sencillos Top 5 de Air Supply entre 1980 y 1982, incluyendo "The One That You Love" (No. 1 en los Estados Unidos). Trabajó con otros artistas y bandas como Bay City Rollers, Eric Carmen, Camilo Sesto y Melissa Manchester.

## Discografía seleccionada

### Sencillos
- 1975: "Young Americans" - David Bowie
- 1975: "Fame" - David Bowie[3]
- 1975: "Golden Years" - David Bowie
- 1976: "TVC 15" - David Bowie
- 1977: "It's a Game" - Bay City Rollers
- 1977: "You Made Me Believe in Magic" - Bay City Rollers
- 1977: "The Way I Feel Tonight" - Bay City Rollers
- 1978: "Don't Cry Out Loud" - Melissa Manchester
- 1980: "It Hurts Too Much" - Eric Carmen
- 1980: "Lost in Love" - Air Supply
- 1980: "All Out of Love" - Air Supply
- 1980: "Every Woman in the World" - Air Supply
- 1981: "The One That You Love" - Air Supply
- 1981: "Here I Am" - Air Supply
- 1982: "Sweet Dreams" - Air Supply
- 1982: "Even the Nights Are Better" - Air Supply

### Álbumes
- 1975: Young Americans - David Bowie
- 1976: Station to Station - David Bowie[4]
- 1976: Earl Slick Band - Earl Slick Band
- 1977: It's a Game - Bay City Rollers
- 1978: Strangers in the Wind - Bay City Rollers
- 1978: Don't Cry Out Loud - Melissa Manchester
- 1980: Lost in Love - Air Supply
- 1981: The One That You Love - Air Supply
- 1982: Now and Forever - Air Supply
- 1982: Camilo - Camilo Sesto
- 2017: Live Nassau Coliseum '76 - David Bowie